# Southern Cross (aeronave)
O Southern Cross é um monoplano trimotor Fokker F.VIIb/3m que foi pilotado pelo aviador australiano Charles Kingsford Smith, Charles Ulm, Harry Lyon e James Warner no primeiro voo trans-Pacífico para a Austrália a partir do continente dos Estados Unidos, uma distância de cerca de 11 670 quilômetros (7 250 milhas), em 1928. 

## História
O Southern Cross começou a vida como o Detroiter, uma aeronave de exploração polar da expedição ártica Detroit News-Wilkins. A aeronave havia se acidentado no Alasca em 1926, e foi recuperada e reparada pelo líder da expedição australiana, Hubert Wilkins. Wilkins, que havia decidido que o Fokker era muito grande para suas explorações árticas, encontrou-se com Kingsford Smith e Charles Ulm em São Francisco e arranjou para vender-lhes a aeronave, sem motores ou instrumentos.
Tendo equipado a aeronave com motores e outras peças necessárias, Kingsford Smith fez duas tentativas no recorde mundial de resistência numa tentativa de arrecadar fundos e interesse para seu voo trans-Pacífico. No entanto, depois que o governo de Nova Gales do Sul retirou seu patrocínio do voo, parecia que o dinheiro acabaria e Kingsford Smith teria que vender o Southern Cross. A aeronave foi comprada pelo aviador americano e filantropo Allan Hancock, que então a emprestou de volta para Kingsford Smith e Ulm. Os três motores Wright Whirlwind foram financiados pelo empresário de Melbourne Sidney Myer.

## Voo trans-Pacífico

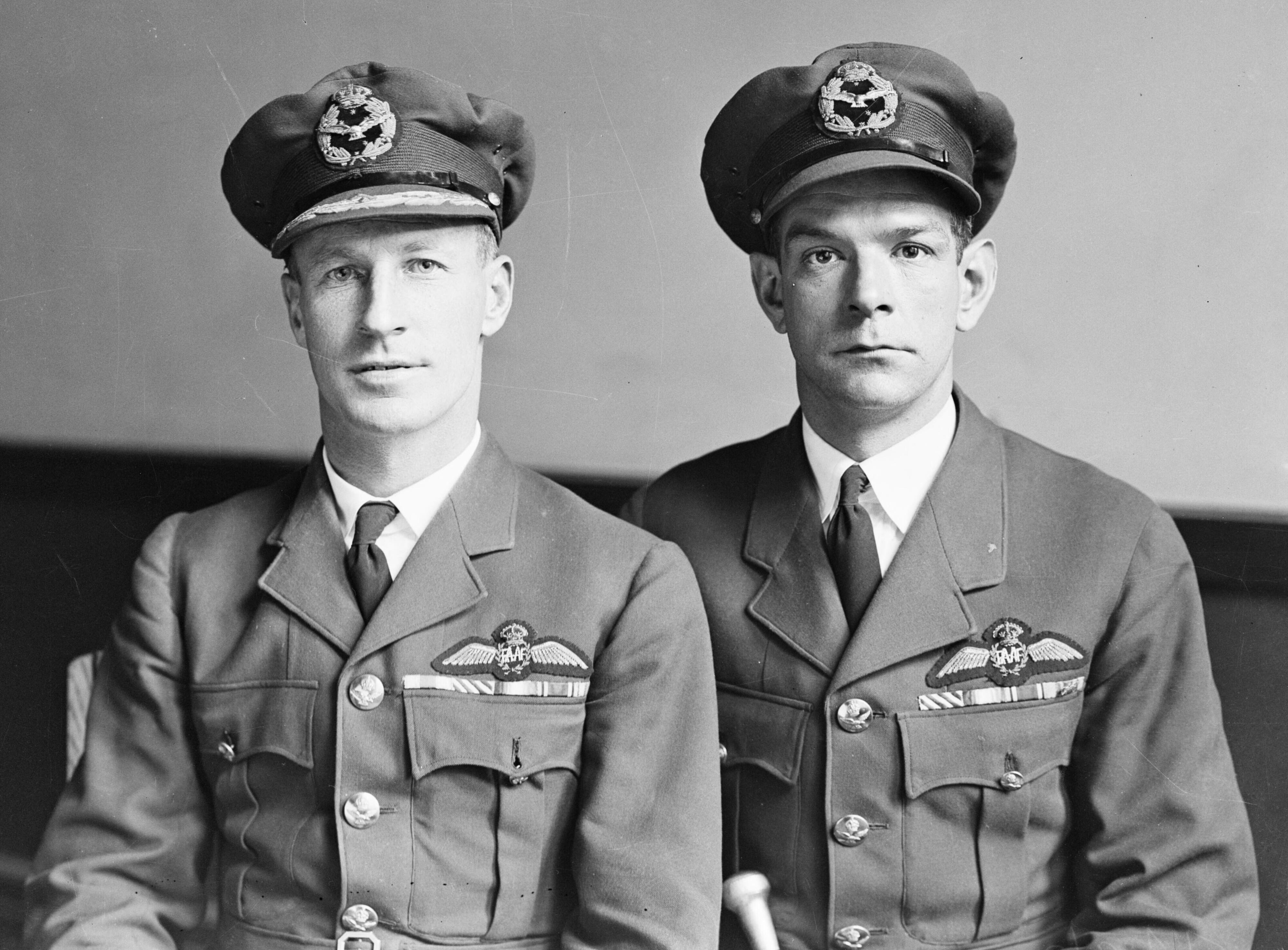
Charles Ulm e Charles Kingsford Smith em uniforme da RAAF

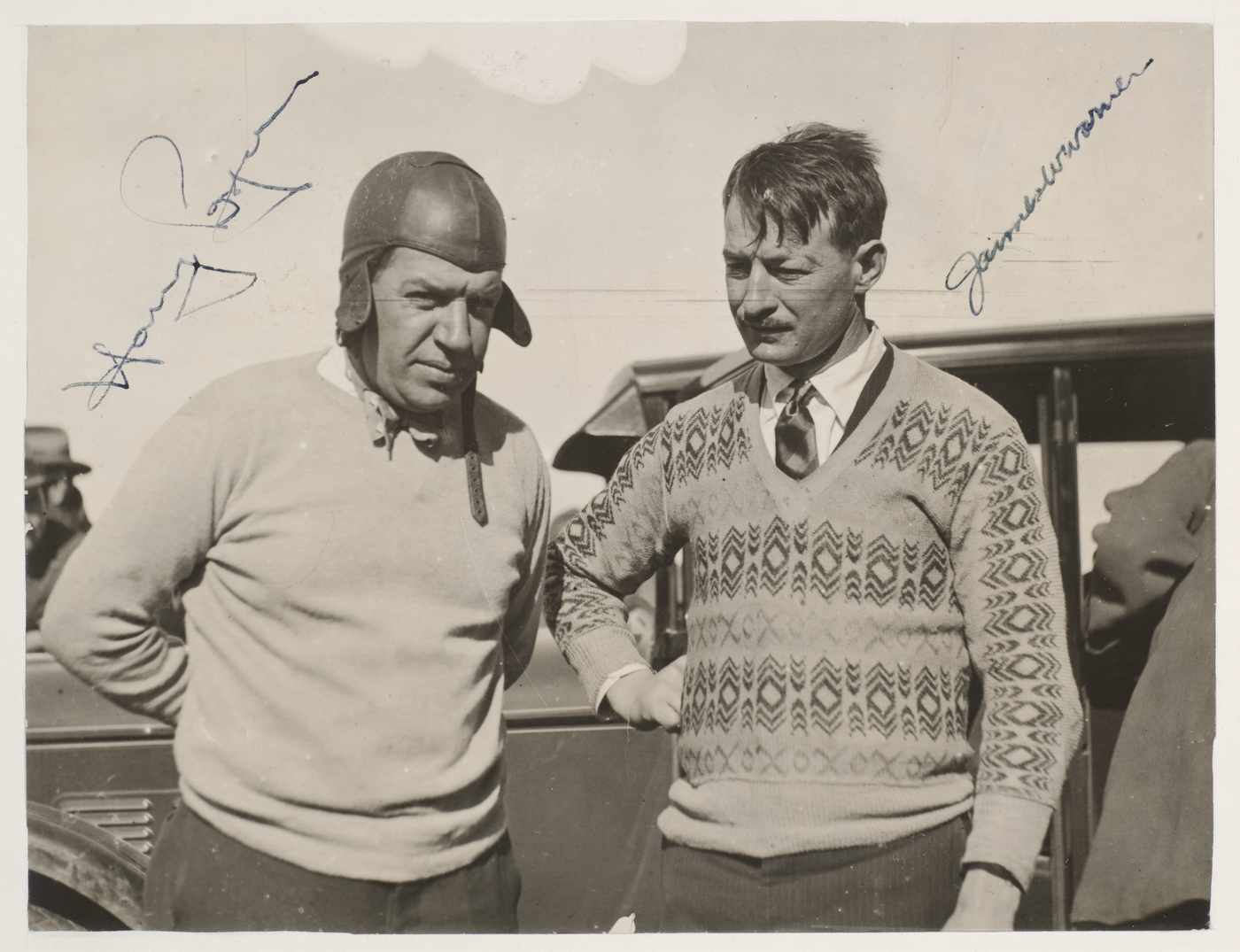
Harry Lyon [navegador] à esquerda, James Warner [à direita] ca. 1928

Em 31 de maio de 1928, a tripulação—Charles Kingsford Smith, Charles Ulm, e os americanos Harry Lyon (navegador) e James Warner (operador de rádio)—decolou de Oakland, Califórnia, Estados Unidos. O Southern Cross parou para descanso e reabastecimento no Havaí antes de partir para Fiji. Esta etapa da jornada levou 34+1⁄2 horas de voo através de mar aberto antes de planar pelo Grand Pacific Hotel em Suva, onde uma multidão grande e entusiasmada viu a primeira aeronave a pousar em Fiji tocar o solo no Albert Park. O Southern Cross pousou no Eagle Farm Airport em Brisbane, Queensland, Austrália, em 9 de junho, onde uma multidão de 25 000 pessoas estava esperando para saudar o Southern Cross em sua chegada ao aeroporto. O Southern Cross voou para Sydney no dia seguinte (10 de junho).
A aeronave estava em comunicação de rádio constante com navios e costa durante o voo usando quatro transmissores e três receptores alimentados por uma turbina eólica ram anexada à fuselagem abaixo da cabine. Os transmissores incluíam um conjunto de ondas curtas de 50 watts operando em um comprimento de onda de 33,5 metros e dois conjuntos de 60 watts operando em um comprimento de onda de 600 metros, com um conjunto de emergência à prova d'água de 600 metros capaz de operar oito horas submerso. Os receptores, compartilhando um amplificador de áudio comum, incluíam ondas curtas, ondas longas e farol. As primeiras mensagens comerciais pagas foram enviadas e recebidas durante o voo e um novo recorde mundial de distância para rádio foi estabelecido com uma recepção de ondas curtas em Bloemfontein, África do Sul, pelo caminho longo ao redor do mundo a 20 600 quilômetros (12 800 milhas). Comunicações diretas de ondas curtas aeronave-para-costa foram mantidas com a Costa do Pacífico até que o voo estava a quatro horas de Honolulu, que havia estado monitorando o voo desde duas horas após a partida com uma sobreposição de recepção similar na etapa Honolulu para Suva. O sucesso neste voo influenciou o Almirante Byrd a equipar suas três aeronaves da Expedição Antártica com equipamento similar.

## Voos trans-Tasman

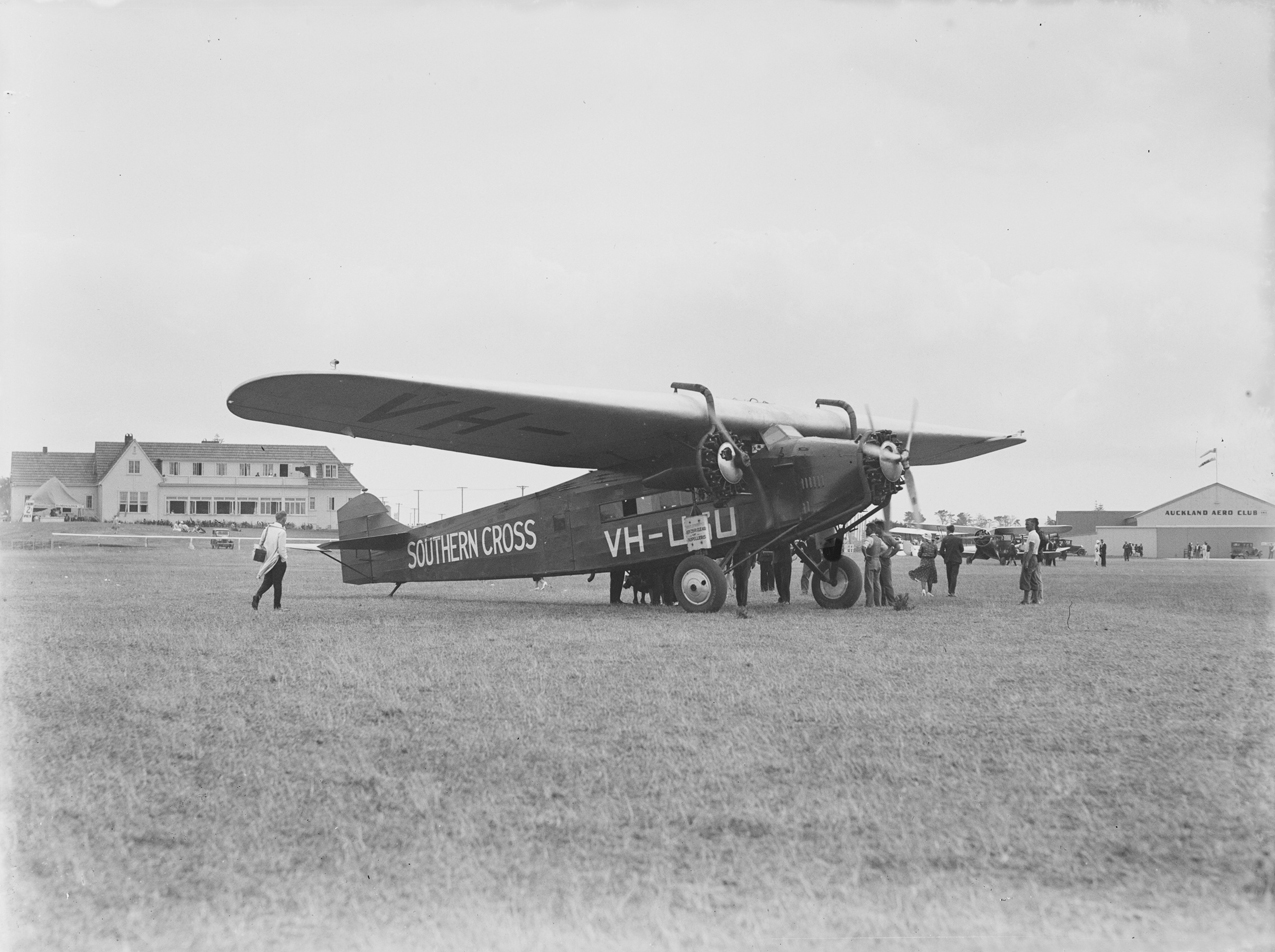
Uma multidão reunida em torno do Southern Cross (VH-USU), c. 1931–35

Kingsford Smith, Ulm, e Gordon Taylor também fizeram o primeiro voo Trans-Tasman sem escalas no Southern Cross – sobre o Mar de Tasman da Austrália para a Nova Zelândia – começando com a primeira travessia em 10–11 de setembro de 1928, uma distância de 2 670 quilômetros (1 660 milhas). Eles então voaram de volta para a Austrália.
Guy Menzies completou o primeiro voo trans-Tasman solo no Southern Cross Junior em 1931.

## Acidente de 1929
Em 1929, Kingsford Smith e Ulm partiram no Southern Cross de Sydney para a Inglaterra. Quando o contato de rádio foi perdido, uma busca foi organizada. Em abril de 1929, a Australian National Airways ou o Comitê de Socorro dos Cidadãos de Sydney contratou Les Holden para se juntar à busca. De acordo com um artigo de jornal, Holden voou um total de 14 000 quilômetros (9 000 milhas) e esteve no ar por 100 horas, antes de avistar a aeronave desaparecida numa planície de lama perto do Rio Glenelg na Austrália Ocidental. A tripulação do Southern Cross foi resgatada, embora dois outros buscadores, Keith Vincent Anderson e Henry Smith "Bobby" Hitchcock, tenham perdido suas vidas devido à desidratação, quando foram forçados a pousar sua aeronave Westland Widgeon conhecida como Kookaburra no Deserto de Tanami, devido a um problema no motor da aeronave e uma bússola defeituosa.

## Preservação

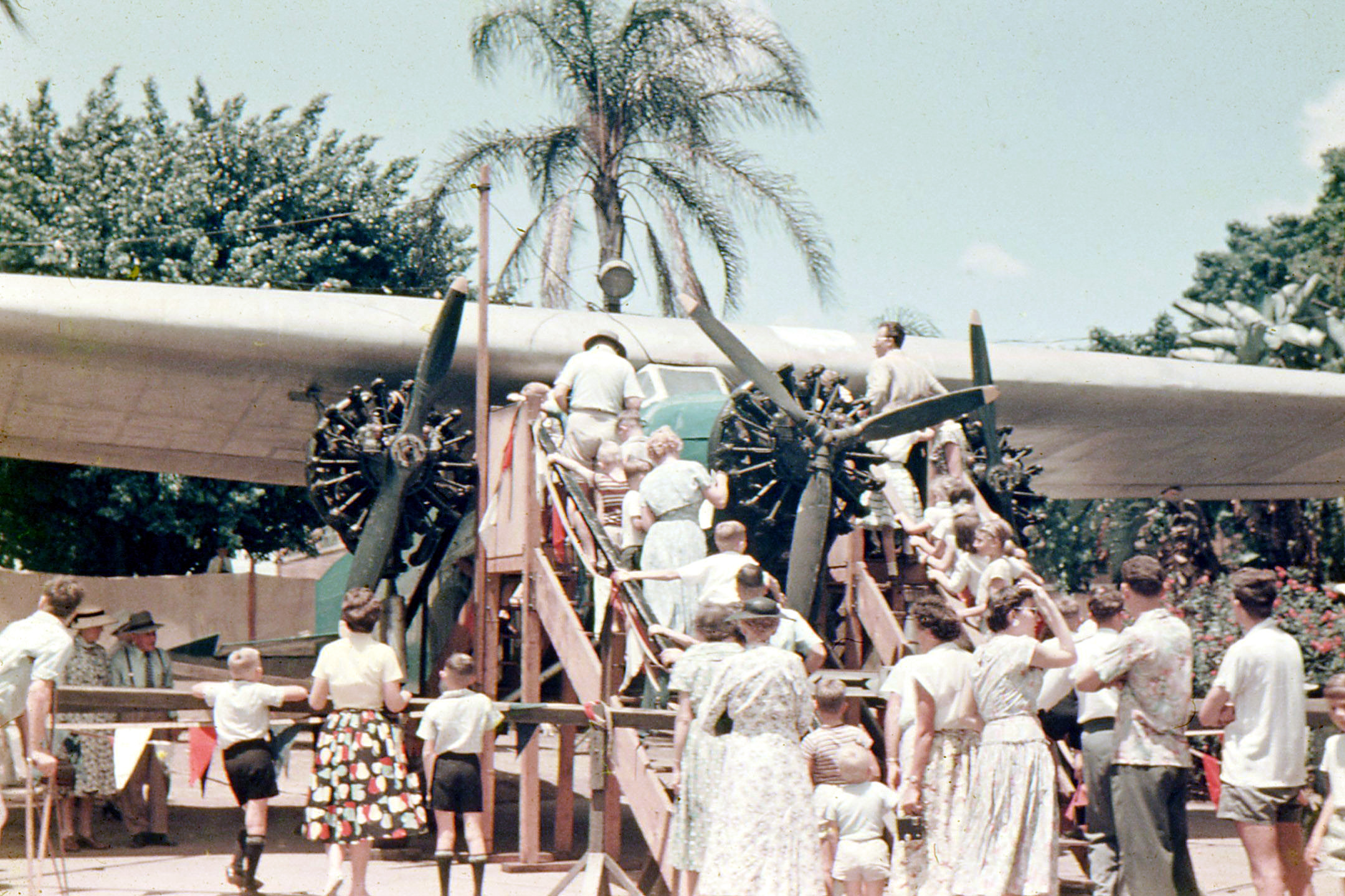
O Southern Cross em Brisbane c.1957 antes de se mudar para seu abrigo permanente.

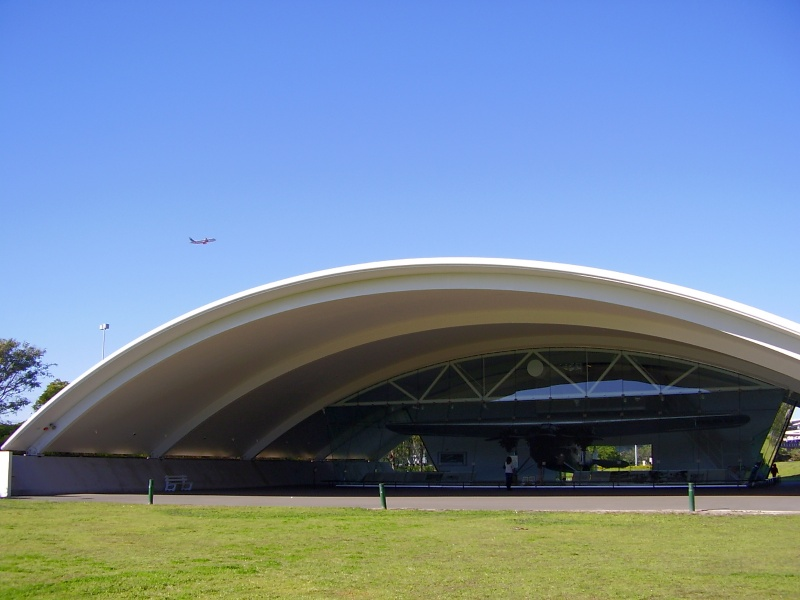
O Memorial Kingsford Smith próximo ao Aeroporto de Brisbane, abrigando o Southern Cross

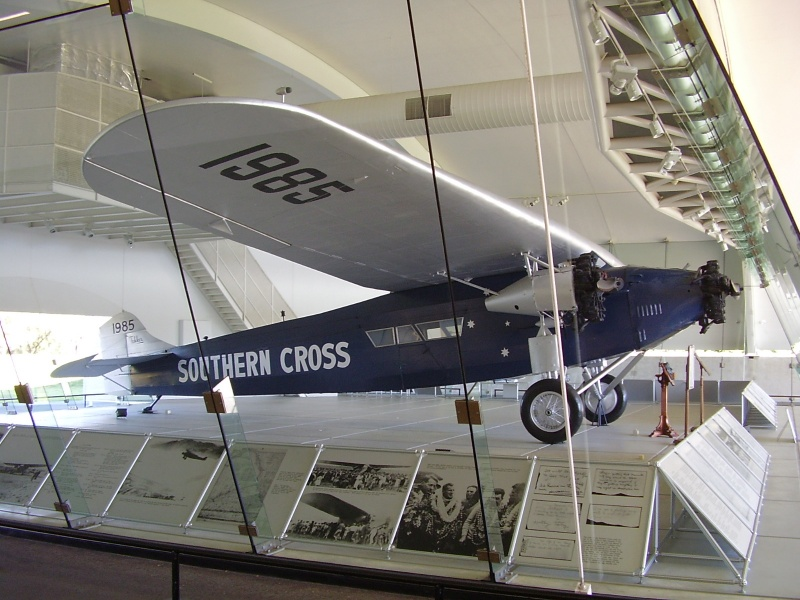
O Southern Cross dentro do Memorial Kingsford Smith

Pouco antes da morte de Kingsford Smith em 1935, ele vendeu o Southern Cross para o Governo da Austrália, para exibição em um museu. A aeronave foi tirada da aposentadoria brevemente em 1945 para a filmagem do filme Smithy (1946). Foi reformada em 1985 sob a supervisão de Jim Schofield, um funcionário civil sênior da aviação e investigador de acidentes aéreos. O Southern Cross está agora preservado em um hangar memorial especial de vidro na Airport Drive, próximo ao terminal internacional do Aeroporto de Brisbane.
O entusiasta da aviação australiana Austin Byrne fez parte da grande multidão no Mascot Aerodrome de Sydney em junho de 1928 para dar as boas-vindas ao Southern Cross e sua tripulação após seu voo trans-Pacífico bem-sucedido. Testemunhar este evento inspirou Byrne a fazer um modelo em escala 1:24 do Southern Cross, feito principalmente de latão com acabamento em revestimento dourado e prateado. Kingsford Smith desapareceu antes que Byrne completasse o modelo. Após o desaparecimento de Kingsford Smith, Byrne continuou a expandir e aprimorar seu tributo com pinturas, fotografias, documentos e obras de arte que criou, projetou ou encomendou. Entre 1930 e sua morte em 1993, Byrne dedicou sua vida a criar e fazer turnês com seu Memorial Southern Cross.
Uma reprodução voadora em tamanho real do Southern Cross foi construída na Austrália do Sul entre 1980 e 1987, e é a maior reprodução de aeronave conhecida no mundo. O Sargento Anthony Lohrey da Força Aérea Real Australiana, Unidade de Pesquisa e Desenvolvimento de Aeronaves (ARDU) supervisionou sua construção, e foi pilotada por Colin Watt e Peter Gardiner.

Em 25 de maio de 2002 no Parafield Airport a aeronave perdeu uma roda principal na decolagem. A réplica foi pousada na única roda boa e no patim de cauda com o piloto mantendo o trem de pouso danificado fora do solo mantendo a asa alta no ar. Conforme a aeronave desacelerou, a asa desceu e quebrou aproximadamente 
 da ponta da asa. Após considerável negociação, a Historical Aircraft Restoration Society (HARS) adquiriu a aeronave do Governo da Austrália do Sul em 2010, e a aeronave foi transportada para as instalações da HARS no Shellharbour Airport, Albion Park. A aeronave réplica foi restaurada ao status totalmente aeronavegável pelos voluntários da HARS. Isso incluirá a restauração da asa artesanal toda de madeira de abeto e compensado. A aeronave porta o registro original de VH-USU.
Em 8 de dezembro de 2023 no Shellharbour Airport "Southern Cross" voou novamente após a conclusão do trabalho de restauração e testes na HARS. O Capitão Bruce Simpson e o Capitão Mark Thurstan estavam no controle deste voo histórico que durou aproximadamente 35 minutos sobre o aeroporto e foi reportado por canais de mídia locais e nacionais.

## Notas

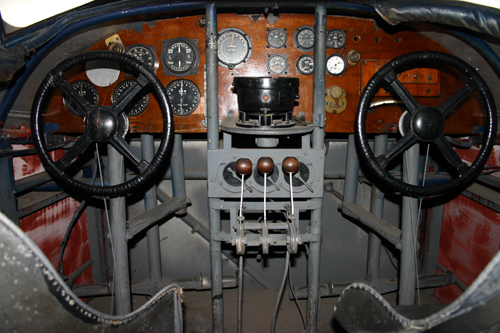
Cabine do Southern Cross fotografada em 2009

## Referências

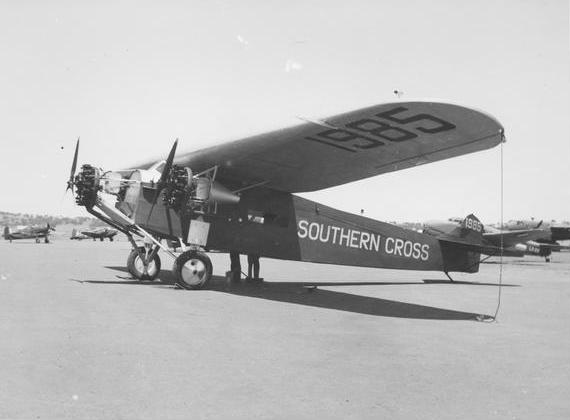
O Southern Cross na base da RAAF em Canberra em 1943.